# Cuisance
Cuisance – rzeka we Francji, przepływająca przez teren departamentu Jura, o długości 32,2 km. Stanowi dopływ rzeki Loue.